# Staroźreby (gmina)
Staroźreby – gmina wiejska w Polsce położona w województwie mazowieckim, w powiecie płockim. 
Siedziba gminy to Staroźreby (dawniej Zdziar Wielki).
Według danych z 30 czerwca 2004 gminę zamieszkiwały 7563 osoby. Natomiast według danych z 31 grudnia 2017 roku gminę zamieszkiwało 7370 osób.
Według danych z 31 grudnia 2019 roku gminę zamieszkiwało 7216 osób.
1 stycznia 1975 do gminy Staroźreby włączono sołectwo Ostrzykówek z gminie Bulkowo. W latach 1975–1998 gmina administracyjnie należała do województwa płockiego.
Obszary gminy położone są na terenie Krainy Mazowiecko-Podlaskiej w dorzeczu rzek Wkry i Wisły. W krajobrazie dominują tereny równinne i lekko faliste. Przeważają lasy sosnowe, olchowe i brzozowe. W dorzeczu rzeki Płonki znajduje się ciąg przyrodniczo-krajobrazowy, na terenie którego buduje swoje gniazda objęty ochroną perkoz dwuczuby.

## Struktura powierzchni
Według danych z roku 2002 gmina Staroźreby ma obszar 137,55 km², w tym:
- użytki rolne: 88%
- użytki leśne: 6%

Gmina stanowi 7,65% powierzchni powiatu.

## Demografia

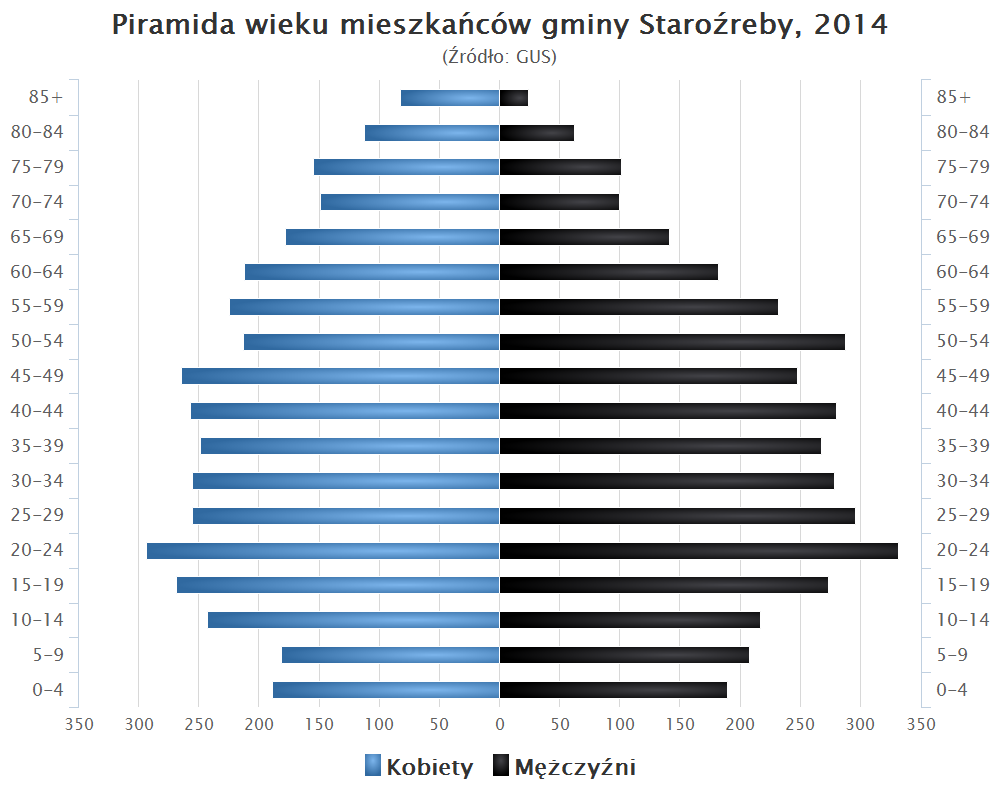
Piramida wieku mieszkańców gminy Staroźreby w 2014 roku

Dane z 30 czerwca 2004:
| Opis                              | Ogółem | Ogółem | Kobiety | Kobiety | Mężczyźni | Mężczyźni |
| --------------------------------- | ------ | ------ | ------- | ------- | --------- | --------- |
| jednostka                         | osób   | %      | osób    | %       | osób      | %         |
| populacja                         | 7563   | 100    | 3785    | 50      | 3778      | 50        |
| gęstość zaludnienia (mieszk./km²) | 55     | 55     | 27,5    | 27,5    | 27,5      | 27,5      |

## Wójtowie
- Kamil Groszewski (od 2018)[11][12]
- Józef Stradomski (2002[13][14][15][16]–2018)

## Sołectwa
Aleksandrowo, Begno, Bromierz, Bromierzyk, Brudzyno, Bylino, Dąbrusk, Dłużniewo, Goszczyno, Karwowo, Kierz, Krzywanice, Mieczyno, Nowa Góra, Nowa Wieś, Nowe Staroźreby, Nowy Bromierz, Nowy Bromierzyk, Płonna, Przeciszewo, Przeciszewo-Kolonia, Przedbórz, Przedpełce, Rogowo, Rostkowo, Sarzyn, Sędek, Słomkowo, Staroźreby, Staroźreby-Hektary, Stoplin, Strzeszewo, Szulbory, Worowice-Wyroby, Zdziar Mały, Zdziar Wielki.
Miejscowości podstawowe bez stastusu sołectwa: Góra, Krzywanice-Trojany, Marychnów, Mikołajewo, Mrówczewo, Nowe Żochowo, Opatówiec, Ostrzykówek, Piączyn, Rostkowo-Orszymowice, Smardzewo, Teodorowo, Zdziar-Las, Żochowo Stare

## Sąsiednie gminy
Baboszewo, Bielsk, Bulkowo, Drobin, Dzierzążnia, Raciąż, Radzanowo